# Ela Elborg
Ela Elborg, gebürtig Hilde Finkelnburg, (* 8. Januar 1899 in Wohlau, Schlesien; † 3. Mai 2004 in München) war eine deutsche Drehbuchautorin, Dialogregisseurin und Schauspieleragentin.

## Leben
Die gebürtige Schlesierin Hilde Finkelnburg, mit angeblich jüdischem Vater, der als Gefängnisdirektor arbeitete, und christlicher Mutter, der Schauspielerin Gerda Melchior, einer Cousine Henny Portens. Über diese verwandtschaftliche Beziehung knüpfte sie kurz nach dem Ersten Weltkrieg Kontakt zu Theater- und Filmkreisen und versuchte zuerst ziemlich erfolglos, sich als Schauspielerin durchzusetzen. In den 1920er Jahren studierte Finkelnburg an der Pariser Sorbonne Kunstgeschichte und versuchte sich anschließend in diversen Berufen, so als Sekretärin bei der Vox-Grammophon, als Übersetzerin für die Firma Schering in Lissabon, als Reiseautorin bei der B.Z. sowie als Dolmetscherin beim Film.
Der Produktionsleiter und spätere Künstleragent Paul Kohner verschaffte ihr kurz nach Anbruch der Tonfilm-Ära die Position einer Dramaturgin bei der Deutschen Universal. Nach der nationalsozialistischen Machtergreifung floh Finkelnburg gemeinsam mit ihrem Lebensgefährten, einem jüdischen Kaufmann, nach Estoril in Portugal. Während ihr Lebensgefährte ein Visum für die USA erhielt und dorthin auswanderte, kehrte Finkelnburg Ende der 1930er Jahre ins Deutsche Reich zurück. Mit Hilfe zweier bei den nationalsozialistischen Machthabern geschätzten Filmschaffenden, der Drehbuchautorin Thea von Harbou und des einst mit Hilde Finkelnburgs Mutter verheirateten Schauspielers Rudolf Klein-Rogge, sowie einer gefälschten „arischen“ Identität konnte sie, jetzt unter dem Namen „Ela Elborg“, Beschäftigung als Drehbuchautorin finden. Ihren Einstand gab sie ausgerechnet als ungenannt gebliebene Mitautorin an dem antisemitischen Hetzfilm Jud Süß. Für die Synchronfassung des italienischen Films Tragödie einer Liebe (1941) wurde sie als Dialogregisseurin eingesetzt. Nach dem Krieg erstellte Ela Elborg weiterhin die Dialogfassungen fremdsprachiger Filme, darunter für Marcel Carnés Meisterwerk Kinder des Olymp, und arbeitete als Künstleragentin. In dieser Funktion betreute sie unter anderem den Schauspieler Walter Sedlmayr.
Ela Elborg war Ehrenratsmitglied des Verbandes Deutscher Filmautoren e. V. Sie starb im Alter von 105 Jahren.

## Filmografie (Auswahl)

### Schauspielerin
- 1919: Das Geheimnis von Schloss Holloway

### Drehbücher
- 1940: Jud Süß (ungenannte Drehbuchmitarbeit)
- 1941: Mutter
- 1941: Clarissa

### Dialogregie
- 1942: Tragödie einer Liebe (Vertigine)
- 1943/45: Kinder des Olymp (Les enfants du paradis)
- 1947: Die Kartause von Parma